# Джеймс Крюс
Джеймс Крюс (нім. James Jacob Hinrich Krüss; 31 травня 1926 — 2 серпня 1997) — німецький дитячий письменник і поет англійського походження[джерело?]. Автор повісті «Тім Талер, або Проданий сміх». Лауреат премії імені Г. К. Андерсена (1968).

## Життєпис
Народився на острові Гельголанд у родині електрика Людвіга Крюсса і Маргарет Фрідеріхсен. У 1941 році через війну батьки змушені були евакуюватися на материк. Крюс в числі інших дітей був евакуйований в Арнштадт. У 1942 році Крюс закінчив середню школу. У серпні 1944 року добровільно вступив до лав люфтваффе, кінець війни застав його в Усті-над-Лабем. Згідно з його автобіографічною повістю 1988 року «Der Harmlos», Крюс спочатку був переконаним націонал-соціалістом, але воєнна поразка і повний політичний крах змусили його переглянути погляди. Після війни він пішки добрався до Куксгафена, де жили його батьки. Повернутися на Гельголанд сім'я не могла, тому що після війни британські ВВС організували там базу. Пізніше оселився в Гамбурзі. У 1948 році закінчив Педагогічне училище Люнебурга, однак замість учительської роботи відразу взявся за літературу — ще в 1946 році він випустив свою першу книгу «Золота нитка». Активно співпрацює з радіо і газетами з 1951 року.
У 1950 році за порадою прозаїка Еріха Кестнера вирішив писати для дітей. Перша книжка з картинками «Ханзелман подорожує навколо світу» вийшла в 1953 році. Автор кількох десятків прозових і поетичних збірок для дітей, найзнаменитіша з яких «Тім Талер, або Проданий сміх» (1962).